# Moeli

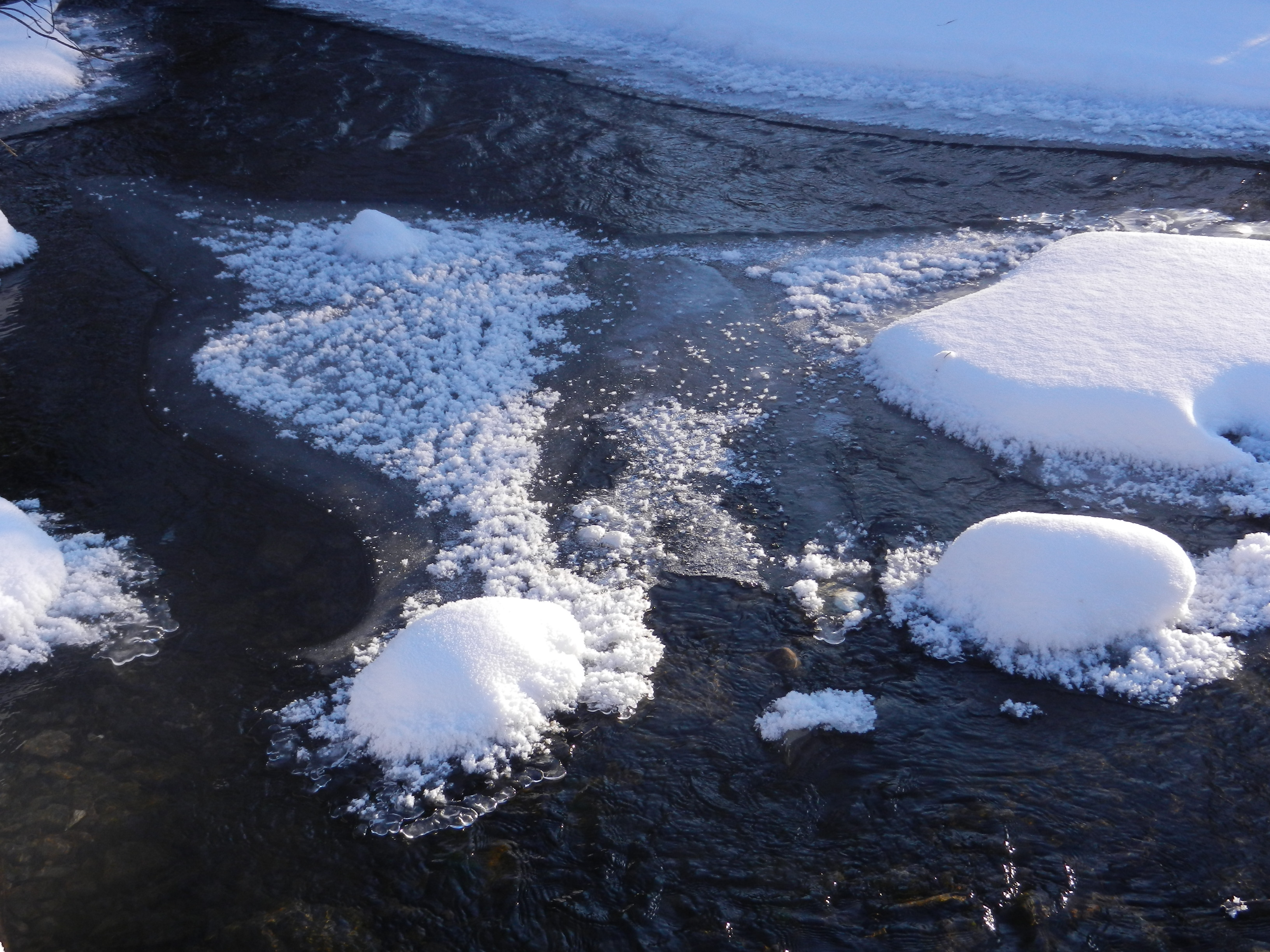
Moeli

De Moeli (Russisch: Мули) is een 95 km lange rivier in Rusland, stromend door de kraj Chabarovsk. Zij vormt een zijrivier van de Toemnin. Aan de rivier liggen de plaatsen Koto, Dzjigdasi, Kenada, Vysokogorny, Solloe en Koeznetsovski.
Op 15 februari 1979 werd door de RSFSR besloten tot de instelling van een broedgebied voor zalm en steur in de Moeli.